# 1982年电影

## 第十九屆金馬獎
- 最佳劇情片——《辛亥雙十》（中影、邵氏公司）
- 最佳導演——章國明《邊緣人》
- 最佳男主角——艾迪《邊緣人》
- 最佳女主角——汪萍《武松》